# Madrasostes nigrum
Madrasostes nigrum är en skalbaggsart som beskrevs av Renaud Maurice Adrien Paulian 1975. Madrasostes nigrum ingår i släktet Madrasostes och familjen Hybosoridae. Inga underarter finns listade i Catalogue of Life.